# うつのみや百景

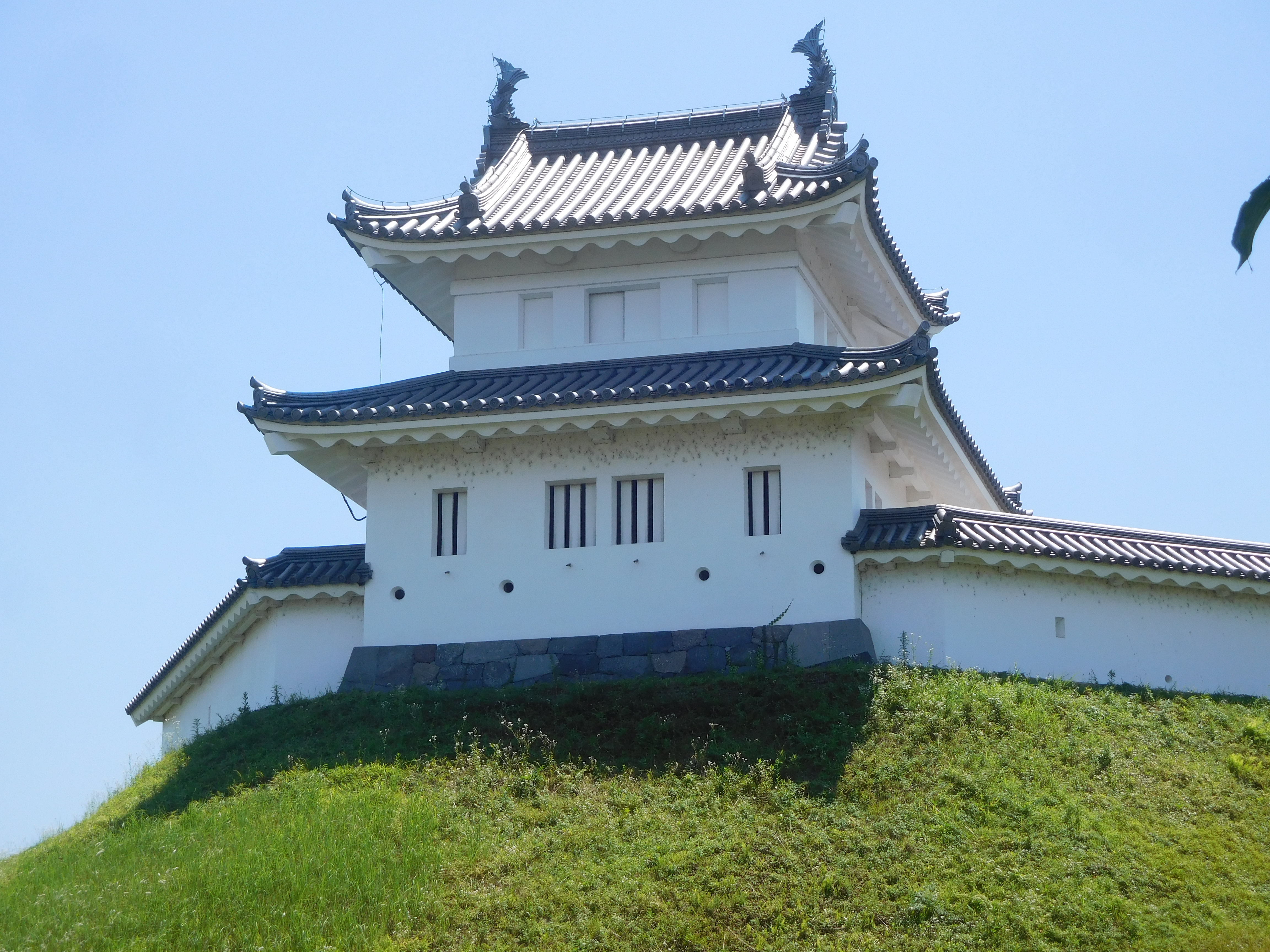
うつのみや百景の1つ
12.宇都宮城址公園

うつのみや百景（うつのみやひゃっけい）は、栃木県宇都宮市の魅力ある風景として宇都宮市が選定した風景（百景）。宇都宮市がまちづくりを進める上で「本市の風景を再発見し、その魅力を伝え、守り育てることの大切さを市民の皆さんと考えていく契機」とすべく、市民に対して百景の候補となる風景を募集し、2003年（平成15年）2月に当時の市域から100か所を選定して公表した。
その後、平成の大合併で市域に編入した旧上河内町・河内町域からも選定を行い、2010年（平成22年）以降は110か所となっている。

## 対象・選考基準
対象となる風景は、
1. 自然
2. 歴史・伝統・文化を感じさせる風景
3. まちなみ
4. 道路・公園・建物などを含む風景
5. 生活や産業を感じさせる風景

これらの中から下記の選考基準に該当し、「市民に愛着、親しみ、誇りを感じさせる魅力的な風景」が選ばれた。
- 宇都宮の自然の豊かさを感じさせるもの
- 宇都宮の古い歴史・伝統、豊かな文化を感じさせるもの
- 楽しさ、賑わいなどの活力を感じさせるもの
- 宇都宮の「顔」にふさわしいもの
- 「やすらぎ」「うるおい」を感じさせるもの

## 選考プロセス

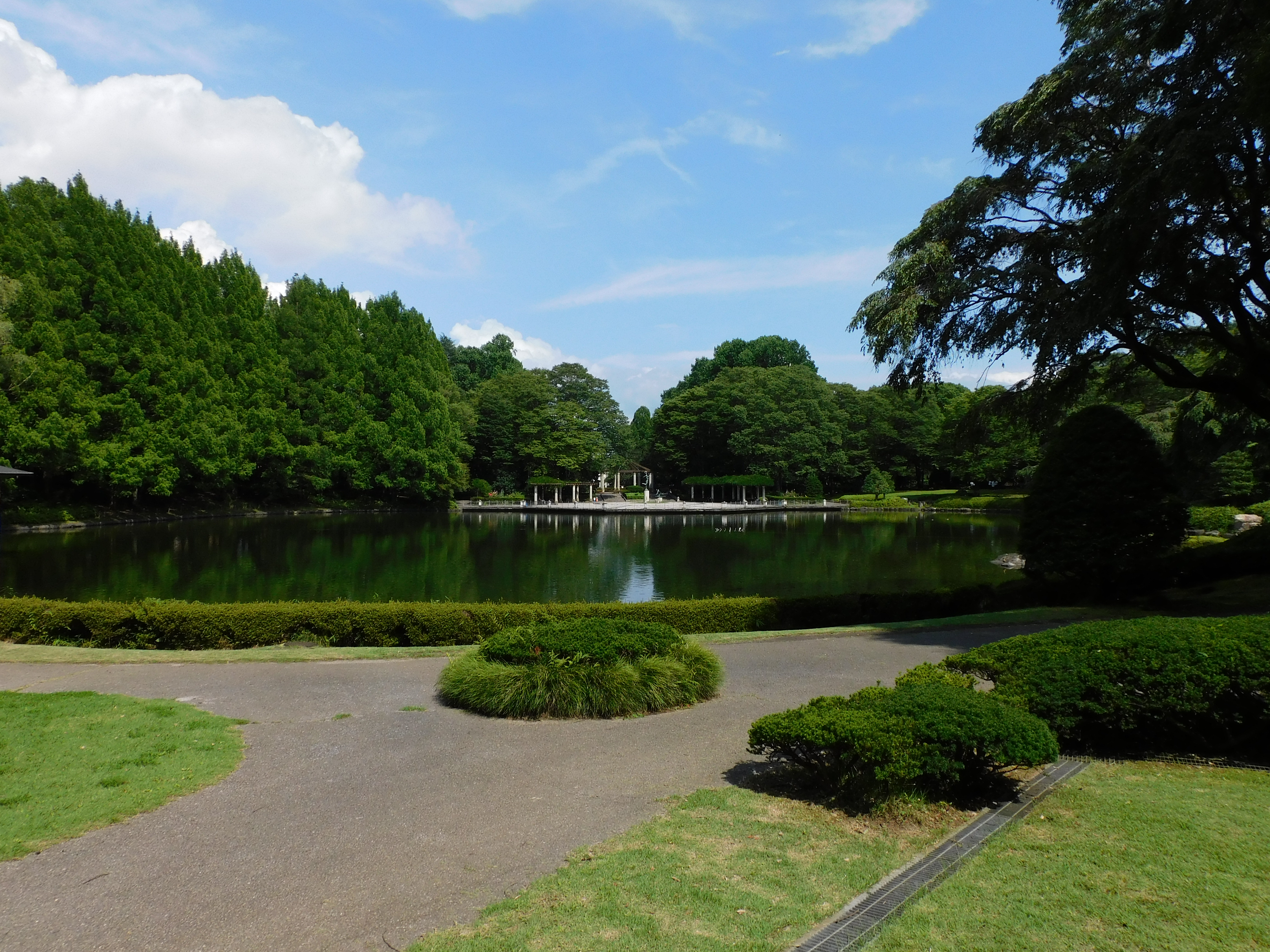
簗瀬小児童が応募し、採用された百景の例
36.栃木県中央公園と県立博物館

宇都宮市は2001年（平成13年）6月に宇都宮大学工学部教授の藤本信義を会長とする「うつのみや百景選考委員会」を設立すると同時に、市民に対して百景の候補となる風景を募集した。一部の市内小中学校からの集団応募も行われ、市立簗瀬小学校では、5年生が総合的な学習の時間に「宇都宮のいいところ」というテーマの学習を行ったため72人が応募し、市立旭中学校からも73人が集団で応募した。
2002年（平成14年）5月31日に応募受付が締め切られ、市は応募総数1,020件から重複分を整理した365か所を百景候補としてリストアップした。同年8月に、市は自治会長など2,386人の市民に対して、百景候補から好きな風景を5つ選んでもらうアンケートを実施し、その結果を選考委員会の判断材料の1つとして提示した。
同年9月26日、選考委員は第1回投票を行い、10月30日にまず53か所を選出した。続いて、第1回投票で1か所も選定されなかった2地区から3か所を先に選定し、第2回投票で39か所を選出した。残る5か所は年が明けた2003年（平成15年）1月29日の第3回投票で選出、百景の選定作業が終了した。市は2003年（平成15年）2月に「うつのみや百景」を正式に選定・公表した。
2007年（平成19年）3月31日に編入合併した旧上河内町・河内町域での選定は、2009年（平成21年）度事業として行われ、2010年（平成22年）3月に10か所を追加選定した。

## 一覧
選定後に消滅や変更があったものについては注釈にて述べる。
| 番号 | 百景名称                                           | 地域       | 所在地             |
| ---- | -------------------------------------------------- | ---------- | ------------------ |
| 1    | 清住通りの古いまちなみ                             | 中央・西   | 泉町ほか           |
| 2    | オリオン通り                                       | 中央・西   | 江野町ほか         |
| 3    | ふるさと宮まつり                                   | 中央・西   | 大通り一丁目ほか   |
| 4    | 旭町の大いちょう                                   | 中央・西   | 中央一丁目         |
| 5    | シンボルロード                                     | 中央・西   | 中央一丁目ほか     |
| 6    | ユニオン通り                                       | 中央・西   | 伝馬町ほか         |
| 7    | 二荒山神社                                         | 中央・西   | 馬場通り一丁目     |
| 8    | 出初式                                             | 中央・西   | 馬場通り一丁目     |
| 9    | 菊水祭                                             | 中央・西   | 馬場通り一丁目ほか |
| 10   | バンバ通り                                         | 中央・西   | 馬場通り二丁目ほか |
| 11   | 日野町通り                                         | 中央・西   | 二荒町             |
| 12   | 宇都宮城址公園                                     | 中央・西   | 本丸町             |
| 13   | 釜川プロムナード                                   | 中央・西   | 曲師町ほか         |
| 14   | カトリック松が峰教会                               | 中央・西   | 松が峰一丁目       |
| 15   | 宇都宮市保健センターからみた宮の橋                 | 簗瀬・城東 | 駅前通り一丁目     |
| 16   | JR宇都宮駅から見た大通り                           | 簗瀬・城東 | 駅前通り三丁目ほか |
| 17   | 旧篠原家住宅                                       | 東・錦     | 今泉一丁目         |
| 18   | 田川の遊歩道                                       | 東・錦     | 今泉二丁目ほか     |
| 19   | 今泉八坂神社の太々神楽                             | 東・錦     | 今泉四丁目         |
| 20   | 初市                                               | 東・錦     | 大通り一丁目ほか   |
| 21   | 桜咲く慈光寺                                       | 東・錦     | 塙田一丁目         |
| 22   | ポプラ並木のある遊歩道                             | 市街地東部 | 今泉町             |
| 23   | 越戸せせらぎ通り                                   | 市街地東部 | 越戸二丁目ほか     |
| 24   | スカイブリッジ遊歩道                               | 市街地東部 | 宿郷三丁目ほか     |
| 25   | 宇都宮大学のフランス式庭園                         | 市街地東部 | 峯町               |
| 26   | 宇都宮駅東公園のイチョウ並木                       | 市街地東部 | 元今泉五丁目       |
| 27   | 宇都宮大学工学部前の桜並木                         | 市街地東部 | 陽東七丁目ほか     |
| 28   | 聖ヨハネ教会礼拝堂                                 | 市街地西部 | 桜2丁目            |
| 29   | JRA競走馬総合研究所（旧宇都宮育成牧場）            | 市街地西部 | 下荒針町ほか       |
| 30   | 駒生運動公園と駒生湿地                             | 市街地西部 | 鶴田町             |
| 31   | 羽黒神社と雨情の石碑                               | 市街地西部 | 鶴田町             |
| 32   | なかよし通り                                       | 市街地西部 | 鶴田町             |
| 33   | 六道の古いまちなみ                                 | 市街地西部 | 西原一丁目         |
| 34   | 新川の桜並木                                       | 市街地西部 | 西原一丁目ほか     |
| 35   | 桜咲く護国神社                                     | 市街地西部 | 陽西町             |
| 36   | 栃木県中央公園と県立博物館                         | 市街地西部 | 睦町               |
| 37   | 宇都宮市立図書館前のイチョウ並木                   | 市街地南部 | 明保野町           |
| 38   | 陽南第1公園                                        | 市街地南部 | 大塚町             |
| 39   | 宮原球場通りのナンキンハゼ並木                     | 市街地南部 | 陽南一丁目         |
| 40   | 戸祭台団地                                         | 市街地北部 | 戸祭台             |
| 41   | 宇都宮タワーからの眺望                             | 市街地北部 | 塙田五丁目         |
| 42   | 八幡山公園                                         | 市街地北部 | 塙田五丁目ほか     |
| 43   | 桜咲く蒲生神社                                     | 市街地北部 | 塙田五丁目         |
| 44   | シダレ桜咲く祥雲寺                                 | 市街地北部 | 東戸祭一丁目       |
| 45   | トチノキ並木のある官庁街                           | 市街地北部 | 本町               |
| 46   | そば畑と篠井の山なみ                               | 篠井       | 石那田町           |
| 47   | 日光街道の桜並木                                   | 篠井       | 石那田町ほか       |
| 48   | うつのみや平成記念子どもの森から見た田園集落       | 篠井       | 篠井町             |
| 49   | 榛名山と田園                                       | 篠井       | 下小池町           |
| 50   | 宇都宮市水道局の第6接合井                          | 富屋       | 上金井町           |
| 51   | 智賀都神社                                         | 富屋       | 徳次郎町           |
| 52   | 二宮堰と篠井富屋連峰                               | 富屋       | 徳次郎町ほか       |
| 53   | 西根集落                                           | 富屋       | 徳次郎町           |
| 54   | 大谷景観公園周辺の姿川と岩肌                       | 城山       | 大谷町             |
| 55   | 大谷観音のある大谷寺                               | 城山       | 大谷町             |
| 56   | 大谷石が採掘された岩肌                             | 城山       | 大谷町ほか         |
| 57   | 平和観音と大谷公園                                 | 城山       | 大谷町             |
| 58   | 大谷資料館地下の採掘跡                             | 城山       | 大谷町             |
| 59   | 宇都宮今市線沿線の大谷石建造物の風景               | 城山       | 大谷町ほか         |
| 60   | 唐沢池                                             | 城山       | 古賀志町           |
| 61   | 古賀志山山頂からの眺望                             | 城山       | 古賀志町           |
| 62   | 宇都宮今市線から見た古賀志山                       | 城山       | 古賀志町           |
| 63   | 城山西小学校の孝子桜                               | 城山       | 古賀志町           |
| 64   | 駒生川の遊歩道ととちぎ健康の森                     | 城山       | 駒生町             |
| 65   | 多気山持宝院と社叢                                 | 城山       | 田下町             |
| 66   | 赤川ダムと古賀志山                                 | 城山       | 福岡町             |
| 67   | 栗谷沢ダム                                         | 国本       | 新里町             |
| 68   | 宇都宮市農林公園                                   | 国本       | 新里町             |
| 69   | 野沢町にある竹林の風景                             | 国本       | 野沢町             |
| 70   | 田川沿いに広がる田園と日光連山、鞍掛山などの山なみ | 豊郷       | 瓦谷町             |
| 71   | 豊郷台団地                                         | 豊郷       | 豊郷台二丁目ほか   |
| 72   | うつのみや文化の森公園と宇都宮美術館               | 豊郷       | 長岡町             |
| 73   | 長岡の百穴古墳                                     | 豊郷       | 長岡町             |
| 74   | 宇都宮丘陵と田川                                   | 豊郷       | 長岡町ほか         |
| 75   | 長岡樹林地                                         | 豊郷       | 長岡町             |
| 76   | 仏舎利塔周辺からみた風景                           | 豊郷       | 長岡町ほか         |
| 77   | 栃木県立農業大学校内にある掩体壕                   | 清原       | 上籠谷町           |
| 78   | 清原工業団地のケヤキ並木                           | 清原       | 清原工業団地       |
| 79   | 飛山城跡                                           | 清原       | 竹下町             |
| 80   | 飛山城跡からみた鬼怒川と日光連山                   | 清原       | 竹下町             |
| 81   | 宇都宮花火大会の風景                               | 清原       | 道場宿町ほか       |
| 82   | 石井の桜づつみ                                     | 石井・平石 | 石井町             |
| 83   | 鬼怒川サイクリングロードから見た鬼怒川             | 石井・平石 | 石井町ほか         |
| 84   | シダレ桜咲く廣琳寺                                 | 石井・平石 | 平出町             |
| 85   | 鬼怒ふれあいビーチ                                 | 瑞穂野     | 上桑島町           |
| 86   | 桑島大橋から見た鬼怒川                             | 瑞穂野     | 下桑島町           |
| 87   | イチョウが美しい成願寺                             | 瑞穂野     | 西刑部町           |
| 88   | みずほの自然の森公園                               | 瑞穂野     | 西刑部町           |
| 89   | 聖山公園と遺跡の広場                               | 姿川       | 上欠町             |
| 90   | 初網沼                                             | 姿川       | 上欠町             |
| 91   | 上欠陸橋から見た田園と姿川                         | 姿川       | 下砥上町           |
| 92   | 鶴田沼                                             | 姿川       | 鶴田町             |
| 93   | 栃木県子ども総合科学館                             | 姿川       | 西川田町           |
| 94   | 栃木県総合運動公園                                 | 姿川       | 西川田四丁目       |
| 95   | 塚山古墳                                           | 姿川       | 西川田七丁目       |
| 96   | 川田橋から見た田川と平地林                         | 横川       | 川田町             |
| 97   | 宇都宮真岡線沿道のアカマツ林                       | 横川       | 下栗町             |
| 98   | 田川コスモスロード                                 | 横川       | 東横田町ほか       |
| 99   | 雀宮東小学校から見た田園風景と筑波山               | 雀宮       | 下反町町           |
| 100  | 桜咲く雀宮神社                                     | 雀宮       | 雀の宮一丁目       |
| 101  | 梵天祭り                                           | 上河内     | 今里町             |
| 102  | 羽黒山                                             | 上河内     | 今里町ほか         |
| 103  | 羽黒山からの眺望と羽黒山神社                       | 上河内     | 今里町             |
| 104  | ほたるの里 梵天の湯                                | 上河内     | 今里町             |
| 105  | 下小倉下組大杉                                     | 上河内     | 下小倉町           |
| 106  | 西組のシダレ桜                                     | 河内       | 上田原町           |
| 107  | 西下ヶ橋の谷川                                     | 河内       | 下ヶ橋町           |
| 108  | 岡本家住宅                                         | 河内       | 下岡本町           |
| 109  | 桜づつみと鬼怒グリーンパーク白沢                   | 河内       | 白沢町             |
| 110  | 白沢宿のまちなみ                                   | 河内       | 白沢町             |

## 取り組み

### フォトコンテスト
宇都宮市は、うつのみや百景事業への市民の関心を高めることを狙い、百景候補の募集開始に先立つ2001年（平成13年）5月1日に、「『うつくしの宮・風景』フォトコンテスト」作品募集を開始した。2002年（平成14年）1月31日に募集は締め切られ、58人122点の応募があった。同年2月13日に審査を行い、最優秀賞に宇都宮市森林公園で撮影された「瞬光の森」を選出した。

### バスツアー
宇都宮市では、市民の参加を募り、市職員やボランティアがガイドとなって、うつのみや百景に選ばれた場所を巡る日帰りのバスツアーを開催している。施設入場料と旅行傷害保険料を除いて参加費は無料で、1回のツアーで車窓見学を含め7 - 9か所程度、百景選定地を巡る。